# Топалович, Лука
Лу́ка Топа́лович (словен. Luka Topalović; родился 23 февраля 2006) — словенский футболист, полузащитник клуба «Интернационале».

## Клубная карьера
Воспитанник футбольной академии клуба «Домжале». В основном составе команды дебютировал 15 мая 2022 года в матче словенской Первой лиги против клуба «Целе». В марте 2023 года подписал новый контракт с клубом. 28 апреля 2023 года забил свой первый гол за клуб в матче против «Горицы», став самым молодым автором гола в истории чемпионата Словении.
В июле 2024 года перешёл в итальянский клуб «Интернационале». 23 мая 2025 года дебютировал в основном составе «чёрно-синих» в матче Серии A против «Комо».

## Карьера в сборной
Выступал за сборные Словении до 16, до 17 и до 19 лет.
Также может выступать за сборные Хорватии или Боснии и Герцеговины.